# 王正志 (崇禎進士)
王正志（？—1649年），字灝夫，北直隸河間府靜海縣人，明末清初政治人物。

## 生平
崇禎元年（1628年）戊辰科進士。授蒙城縣知縣，調山陽縣知縣，歷官工科都給事中，崇禎十三年（1640年）任庚辰科會試同考官，升太常寺少卿，改大理寺左少卿，累官戶部右侍郎，督運西路。明亡降李自成，李自成敗，降清。順治二年（1645年）任都察院右僉都御史、巡撫延綏，盡力招撫。順治五年（1648年）十二月，姜瓖在大同起義歸附南明，順治六年（1649年）正月，王正志檄調延安參將王永彊同總兵沈文華駐兵守衛黃河。二月，王永彊勾結神木高有才偷襲榆林，高有才率兵夜至城下，入駐榆林凱歌樓，翌日天剛亮，王永彊開城接應高有才，王正志急走準提寺，與戶部郎中朱子昇同被殺。